# Le preguntaba a la luna
Le preguntaba a la luna es el título del octavo álbum de estudio grabado por el cantautor puertorriqueño-estadounidense de salsa Víctor Manuelle, Fue lanzado al mercado bajo el sello discográfico Sony Discos el 29 de octubre de 2002. El álbum fue nominado para el Premio Grammy Latino al Mejor Álbum de Salsa en la 4.º entrega de los Premios Grammy Latinos celebrada el miércoles 3 de septiembre de 2003 y también fue nominado al Premio Grammy al Mejor Álbum Salsa/Merengue en los 46.º entrega anual de los Premios Grammy celebrada el domingo 8 de febrero de 2004.

## Lista de canciones
| Le preguntaba a la luna |                             |                               |          |  |
| N.º                     | Título                      | Escritor(es)                  | Duración |  |
| 1.                      | «En nombre de los dos»      | Omar Alfanno                  | 4:38     |  |
| 2.                      | «Devuélveme»                | Jorge Fonseca · Carlos Silver | 4:28     |  |
| 3.                      | «El tonto que no te olvidó» | Víctor Manuelle               | 4:38     |  |
| 4.                      | «Le preguntaba a la luna»   | Jorge Fonseca · Carlos Silver | 4:45     |  |
| 5.                      | «Ella»                      | José Alfredo Jiménez          | 4:16     |  |
| 6.                      | «Te pierdo y te pienso»     | Wilfran Castillo              | 3:53     |  |
| 7.                      | «De qué me acusas»          | Jorge Fonseca · Carlos Silver | 4:31     |  |
| 8.                      | «Tengo»                     | Víctor Manuelle               | 4:25     |  |
| 9.                      | «Esta vez con más ganas»    | Jorge Fonseca · Carlos Silver | 4:33     |  |
| 10.                     | «Poco hombre»               | Wilfran Castillo              | 4:22     |  |
| 11.                     | «Sabor a béisbol»           | Jorge Fonseca · Carlos Silver | 3:20     |  |
| 47:31                   |                             |                               |          |  |

## Poscionamiento en las listas
| Lista (2002)                         | Máxima posición |
| ------------------------------------ | --------------- |
| U.S. Billboard Tropical/Salsa Albums | 1               |

### Sucesión y posicionamiento
| Predecesor: Viceversa de Gilberto Santa Rosa | U.S. Billboard Tropical Salsa/Albums — Álbum N°. 1 16 de noviembre de 2002 - 13 de diciembre de 2002 | Sucesor: Latin Songbird: Mi alma y mi corazón de La India |